# MO Constantine
MO Constantine is een Algerijnse voetbalclub uit Constantine. De club werd één keer landskampioen, in 1991, maar is inmiddels weggezakt naar lagere reeksen en speelt in de schaduw van stadsrivaal CS Constantine.

## Geschiedenis
De club werd opgericht in 1939 als Mouloudia Olympique de Constantine. In 1964 was de club een van de stichtende leden van de competitie, die twee jaar na de Algerijnse onafhankelijkheid van start ging. Na vier seizoenen degradeerde de club. In 1971 keerden ze terug. De volgende jaren deed de club het goed. In 1972 werden ze derde en in 1974 vicekampioen. Ze bereikten in 1974 en 1975 ook telkens de bekerfinale, die ze echter verloren. Hierna ging het echter bergaf en in 1977 degradeerde de club. Begin jaren tachtig verzeilde de club zelfs in de derde klasse. In 1984 werd de naam Amel Jamiat Constantine aangenomen. Nadat de club in 1987 tweede werd in de tweede klasse konden ze een jaar later de titel pakken en terugkeren naar de hoogste klasse. In 1989 wijzigde de naam opnieuw Mouloudia Ouloum de Constantine, afgekort opnieuw MO Constantine. Na twee jaar te flirten met de degradatie werd de club in 1991 kampioen. In de Afrikaanse beker der kampioenen verloor de club in de eerste ronde van het Egyptische Ismaily SC. Een jaar na de titel eindigde de club amper twaalfde en in 1993 volgde een nieuwe degradatie. In 1996 keerde de club terug en werd derde in 1999 en tweede in 2000. In 2003 volgde echter opnieuw een degradatie.
Het volgende seizoen werden ze nog vicekampioen, maar hierna werd de club een middenmoter. In 2010 nam de club terug de oorspronkelijkhe naam aan, die afgekort al dezelfde was als de naam waar ze sinds 1989 mee speelden. In 2013 degradeerde de club naar de derde klasse, waar de club sindsdien in de subtop speelt.

## Erelijst
- Landskampioen

1991
- Beker van Algerije

Finalist in 1964, 1974, 1975